# Movimiento Naranja
El Movimiento Naranja (Movimento Arancione) (MA) fue un partido político italiano.
Fue creado el 12 de diciembre de 2012 por Luigi De Magistris, alcalde de Nápoles y hasta entonces miembro de Italia de los Valores (IdV). Su congreso fundacional contó con la presencia del magistrado Antonio Ingroia y los líderes del Partido de la Refundación Comunista (PRC), el Partido de los Comunistas Italianos (PdCI) y de la Federación de los Verdes.
De cara a las elecciones generales de Italia de 2013 se presenta en la lista conjunta de Revolución Civil junto a IdV, el PdCI, el PRC y la Federación de los Verdes con Antonio Ingroia como candidato.